# Turismul în Brazilia

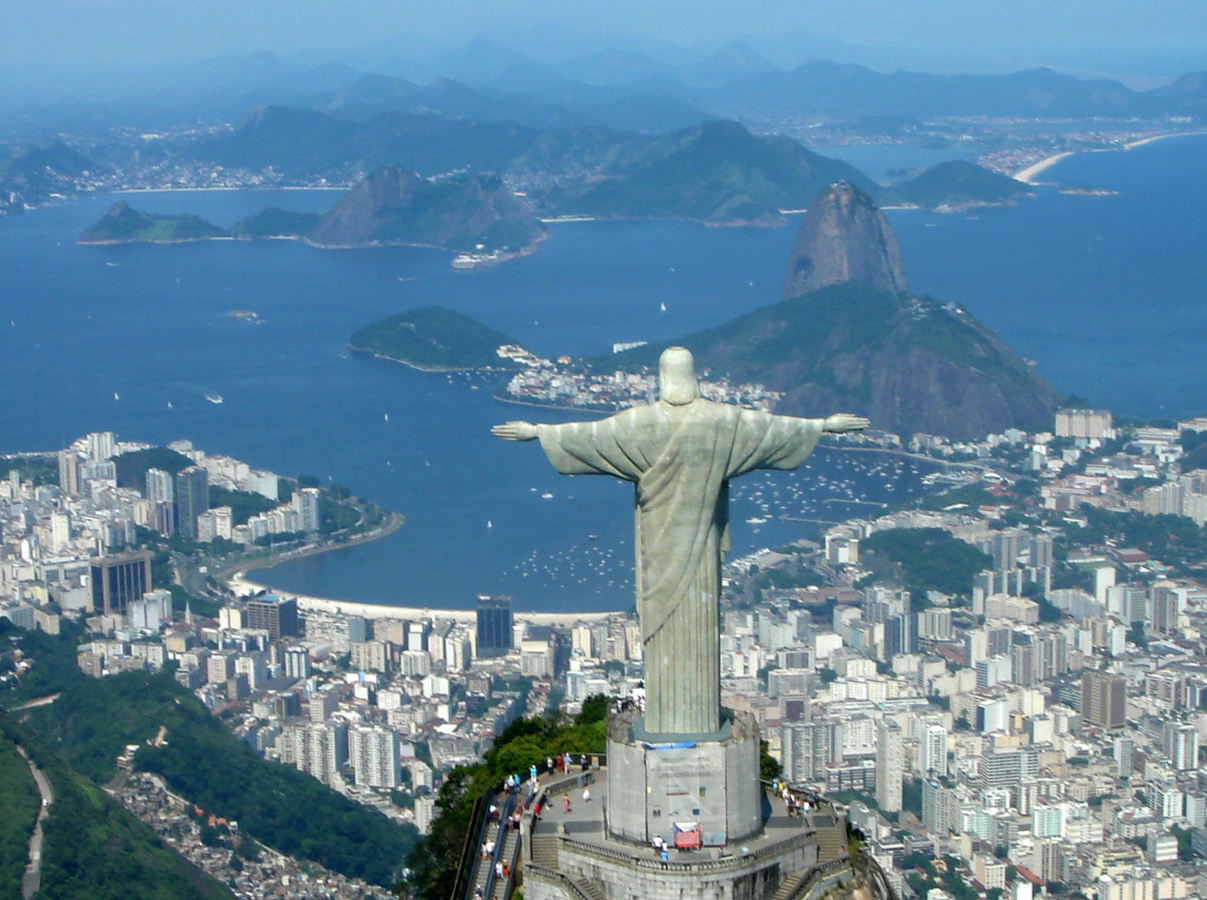
Rio de Janeiro, cea mai vizitată destinație din Brazilia de către turiștii străini

Turismul în Brazilia este un sector dinamic, în creștere susținută de mai multe decenii. În 2005, Brazilia a fost vizitată de 5.358.000 de turiști, destinațiile cele mai populare fiind Rio de Janeiro și Salvador.
Principalele atracții turistice:
1) Piața Ver-o Peso
Belem este punctul de oprire pentru majoritatea excursiilor pe Amazon, iar exuberanta sa piață zilnică Ver-o Peso (al cărei nume provine din epoca colonială este întâlnire uimitoare de bunuri exotice.
2) Refugiul ecologic Caiman (Mato Grosso do sol)
Cele mai mari zone cu sol spongios din lume - Pantanal este o oază de apă și animale sălbatice, a căror varietate și număr este amețitor.
Refugiul ecologic Caiman, o combinație de fermă și destinație ecoturistică, este gazda ideală pentru a explora o parte din Pantanal. Deși cei 131.000 de acri ai refugiului este o mică parte din Pantanal, posibilitățile unei excursii mai vaste sunt nelimitate.
3) Natal (La ciudad del sol)
Plajele sunt adevarata faimă a Natal-ului, iar Genipabu este cel mai rafinat. Situat pe vârful estic al continentului sud-american, Natal a devenit hot-spotul zonei de nord-est a Braziliei. Kilometri întregi de dune albe de nisip și unele dintre cele mai frumoase plaje din lume pot fi găsite la 24 km nord de Natal.
4) Carnaval! (Rio de Janeiro)
Cuvântul "Carnaval" duce pe oricine cu gândul la Rio de Janeiro. În fiecare an, întregul oraș devine o scenă imensă care găzduiește una din cele mai mari producții de teatru de stradă, încorporând exuberantul spirit brazilian. Carnaval, așa cum este scris în portugheză, este constant creat și re-creat, încărcat sexual și bogat în pasiune creativă, dar până la un anumit grad.
5) Plajele Ipanema și Copacabana
Cele 23 de plaje din Rio de Janeiro formează o întindere de 72 de km de nisip alb însă Ipanema este cea mai sofisticată și de elită pentru cei care sunt înzestrați cu trupuri mlădioase și o atitudine pe măsură.
După o zi petrecută aici, cei arși de soare se îndreaptă rapid spre festivalurile de stradă din Copacabana, deoarece acolo nu au nevoie de invitație.
Plaja Ipanema se întinde la nord și nord-vest de Plaja Copacabana; preferabil de vizitat în lunile noiembrie - martie (vară).
6) Statuia lui Iisus din Rio de Janeiro.
Statuia se află pe vârful Muntelui Corcovado, care are o înălțime de 704 metri. Piedestalul măsoară 8 metri în înălțime, iar statuia are o înălțime de 30 metri. Capul statuii are 35 de tone. Fiecare mână cântărește 9 tone. Lungimea dintre brațele întinse ale Mântuitorului este de 23 metri.
Statuia a fost construită între anii 1926 și 1931 și a costat 250.000 de dolari.
În fiecare an, este vizitată de aproape două milioane de turiști din toată lumea.
Cele 10 orașe cele mai vizitate de turiști internaționali în 2019 ::
- Rio de Janeiro
- Florianópolis
- Foz do Iguaçu
- São Paulo
- Armação dos Búzios
- Salvador
- Bombinhas
- Angra dos Reis
- Balneário Camboriú
- Parati

## Galerie de imagini

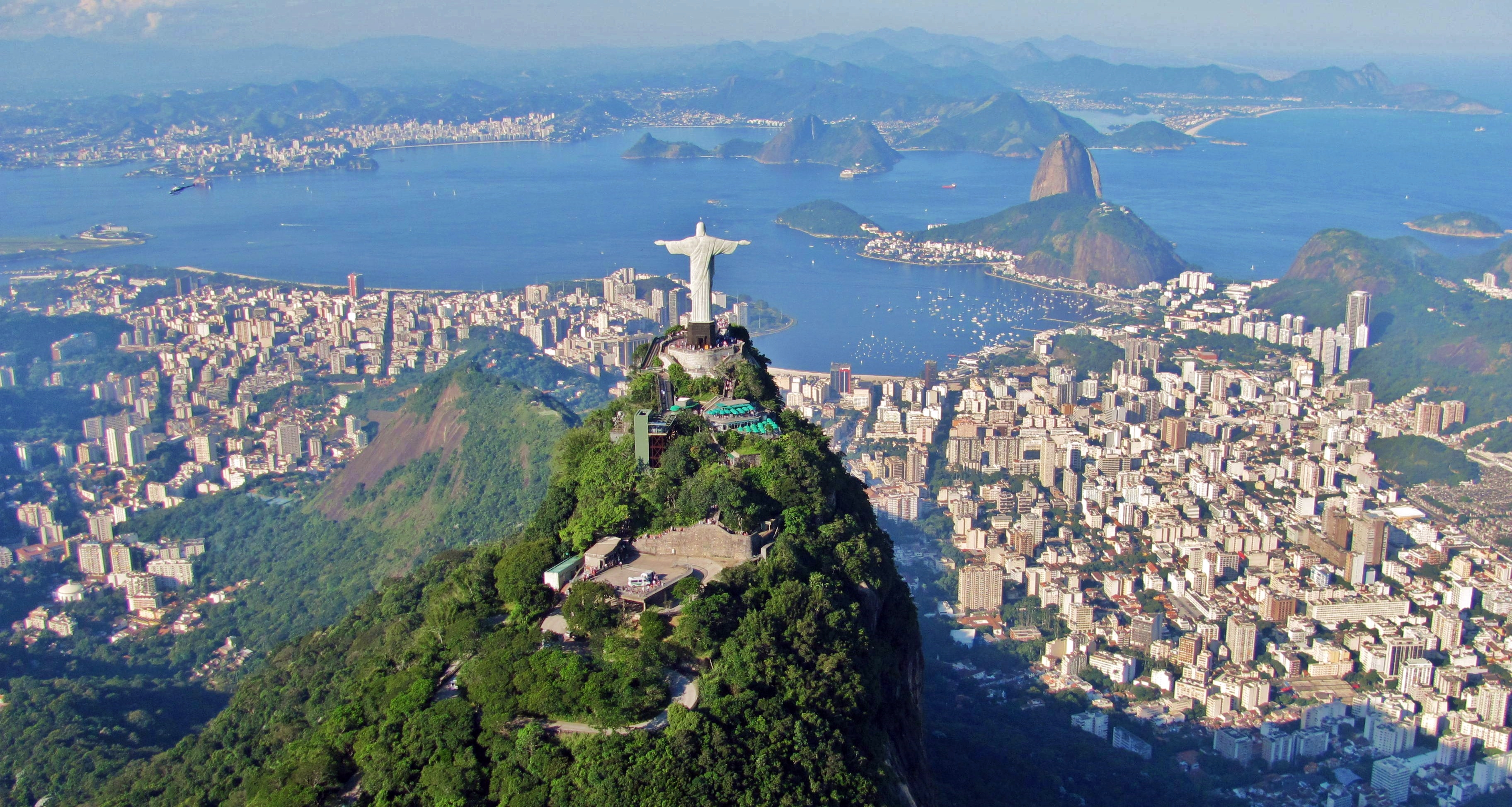
Rio de Janeiro
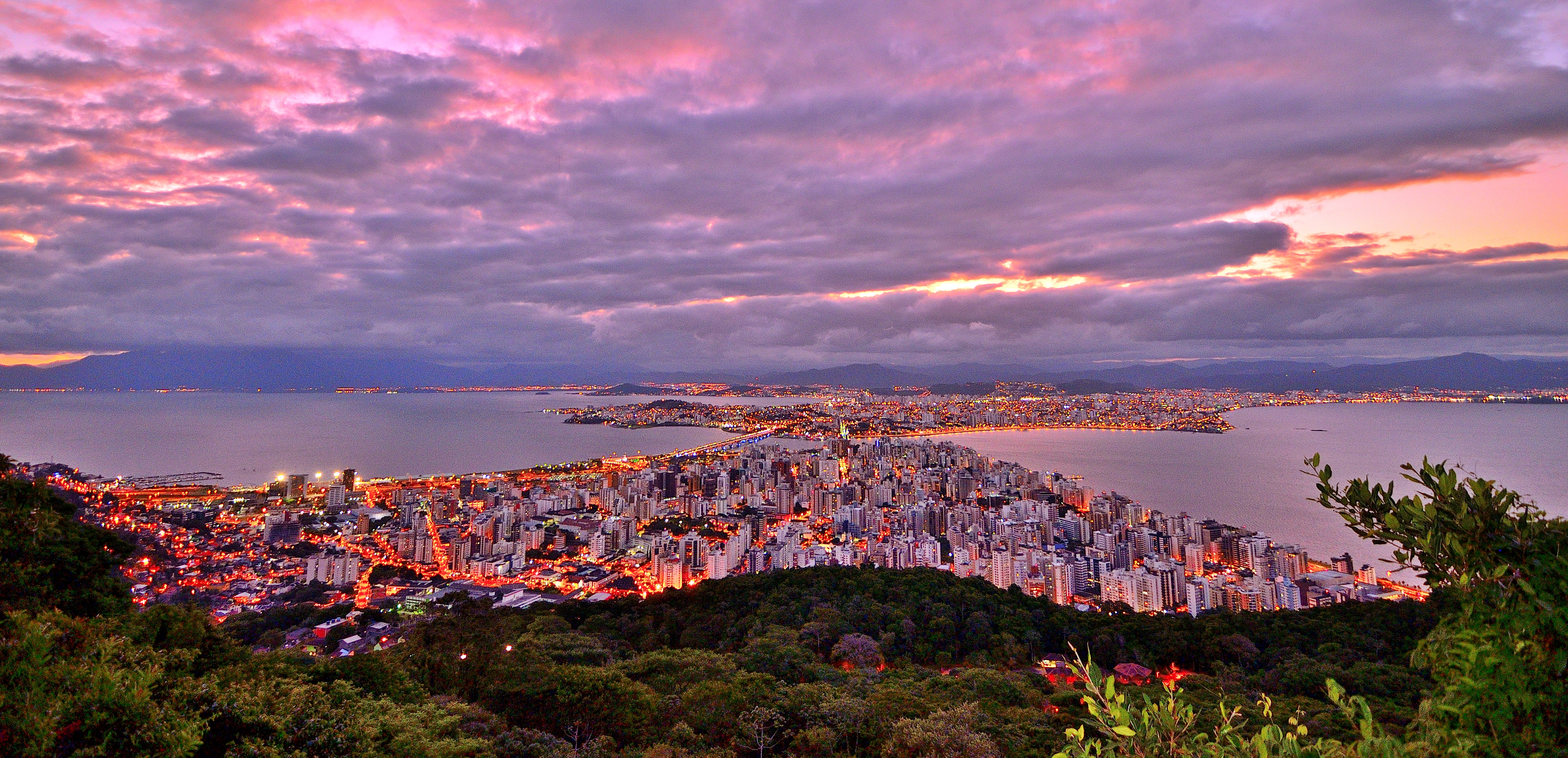
Florianópolis
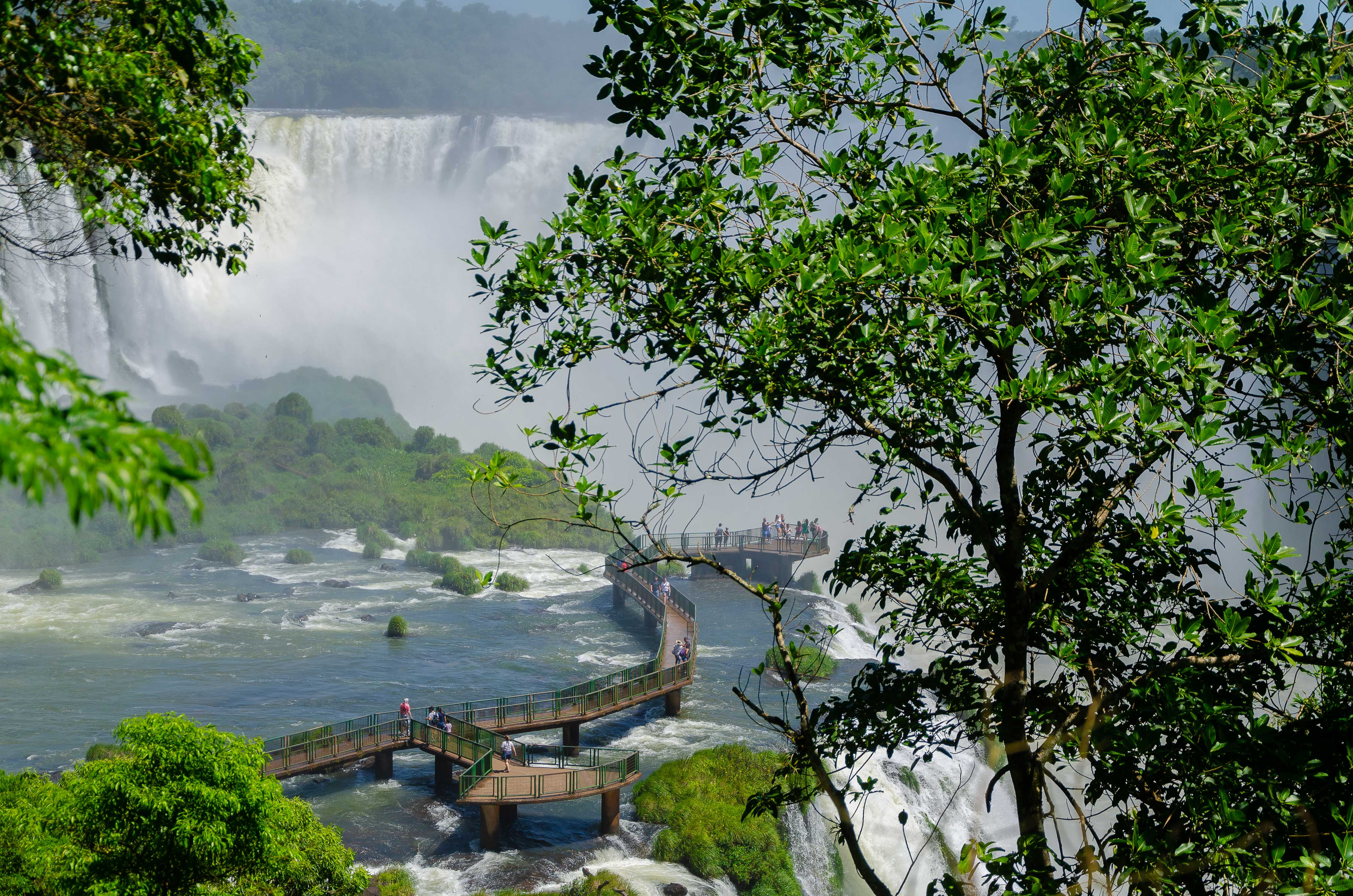
Cascadele de pe Iguazú
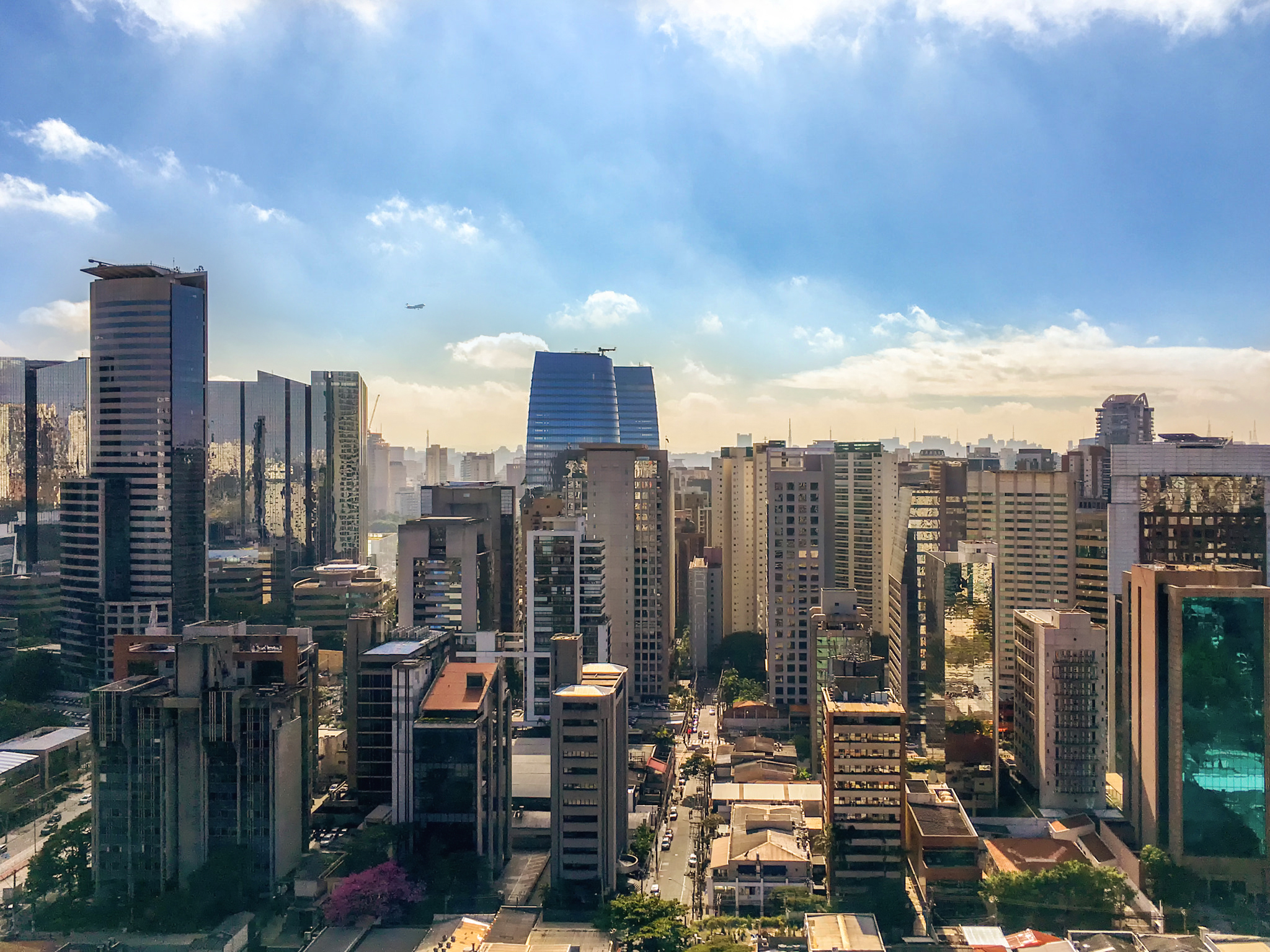
São Paulo
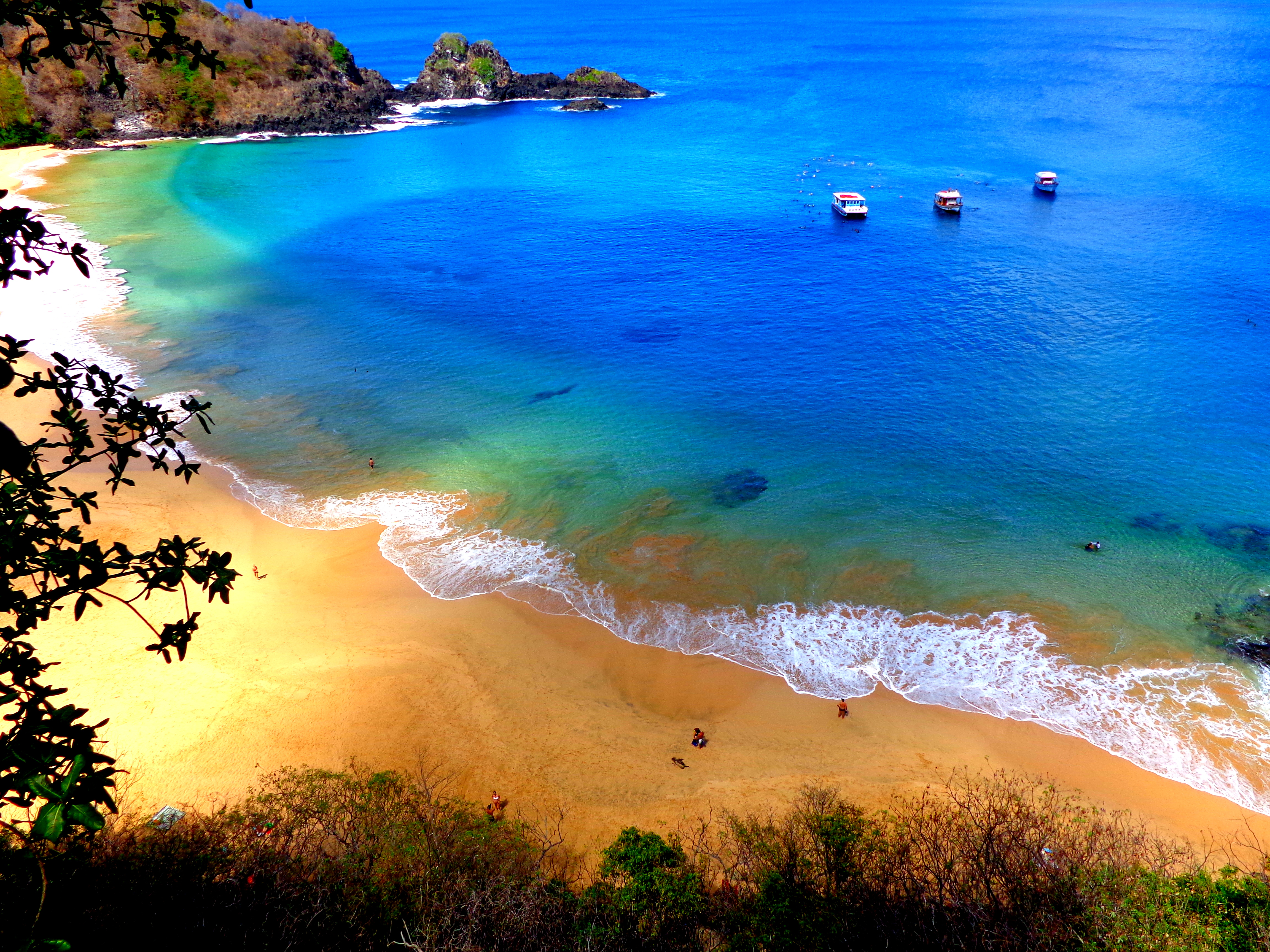
Fernando de Noronha
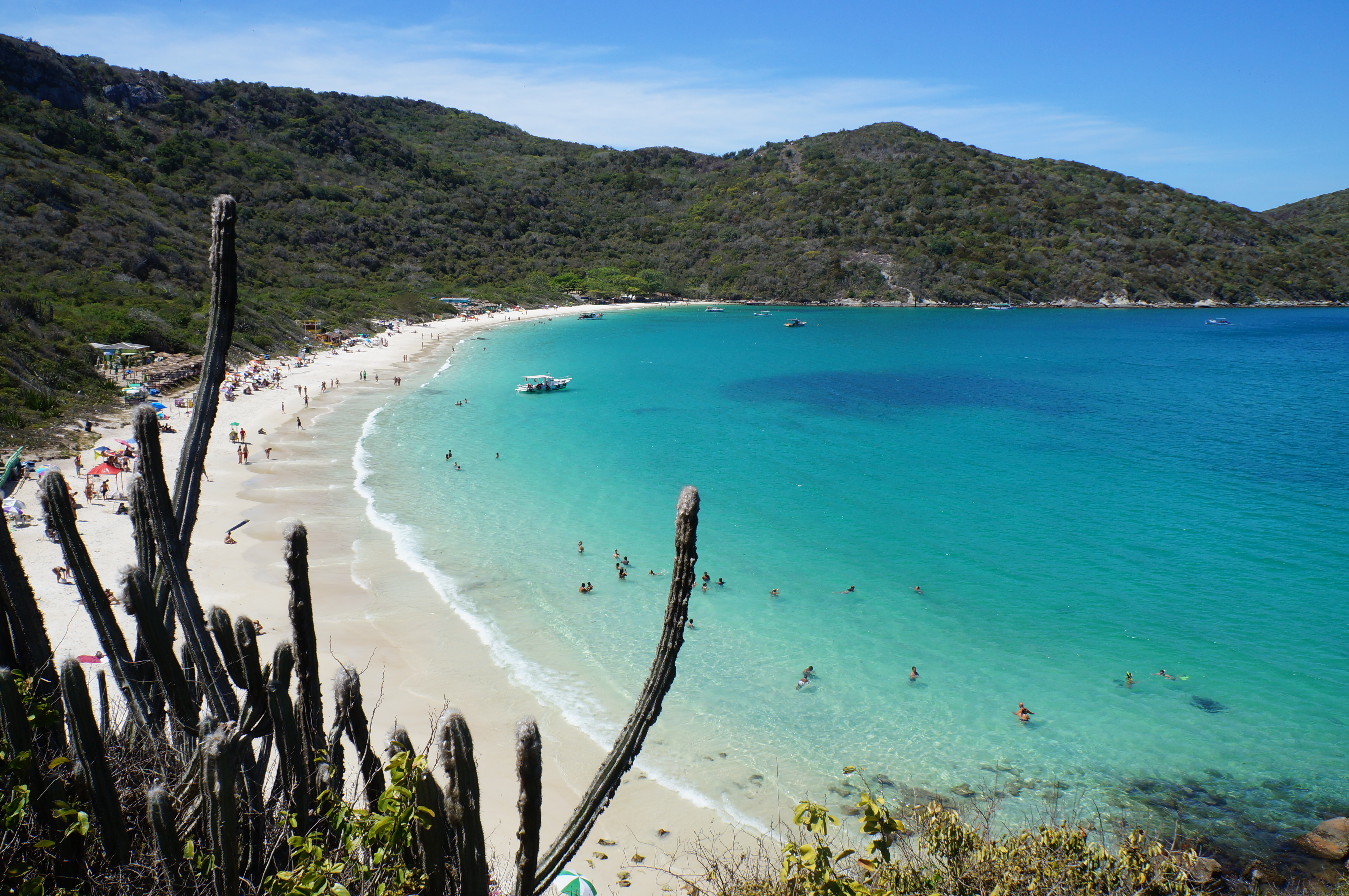
Arraial do Cabo
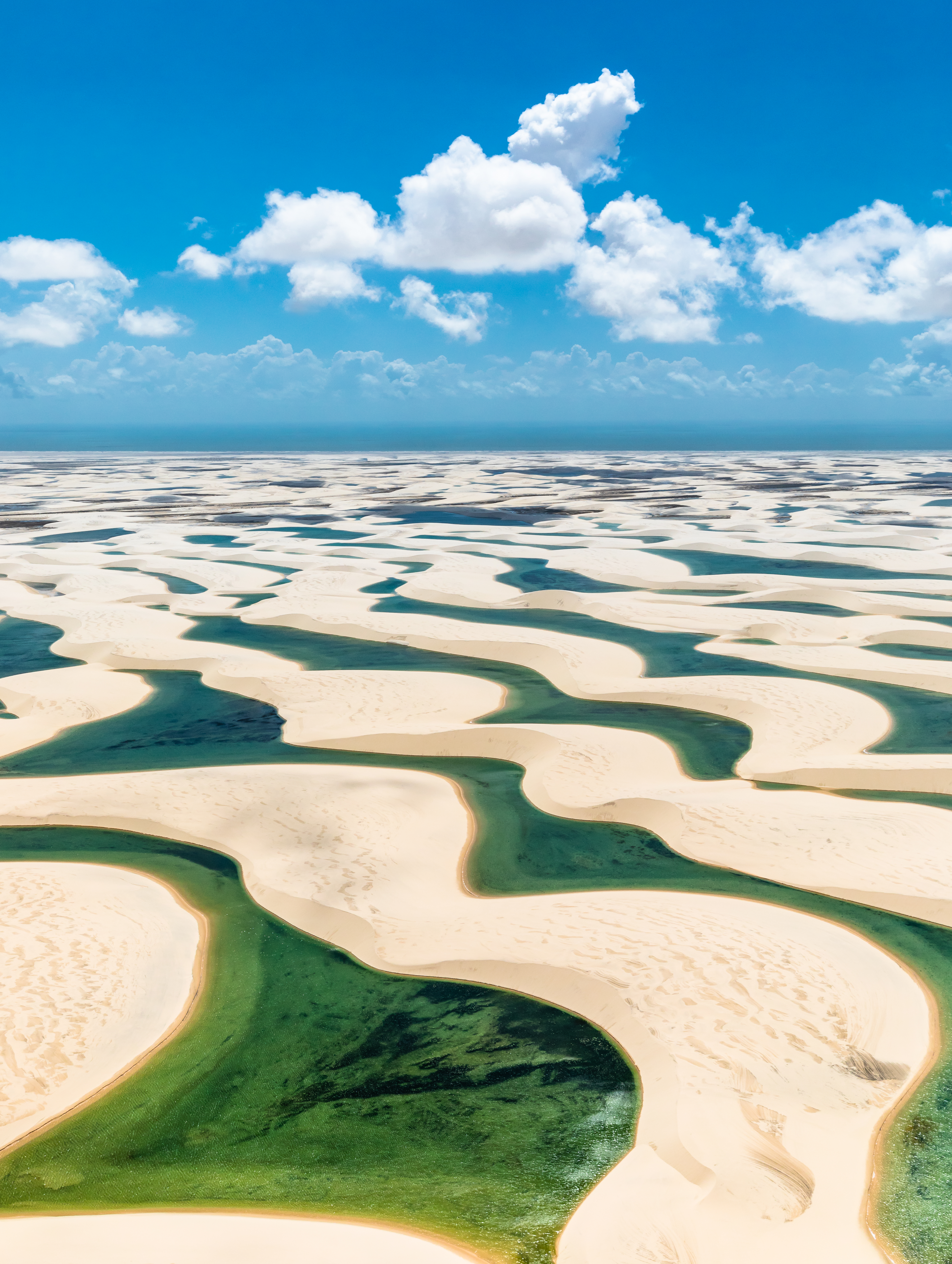
Parcul Național Lençóis Maranhenses
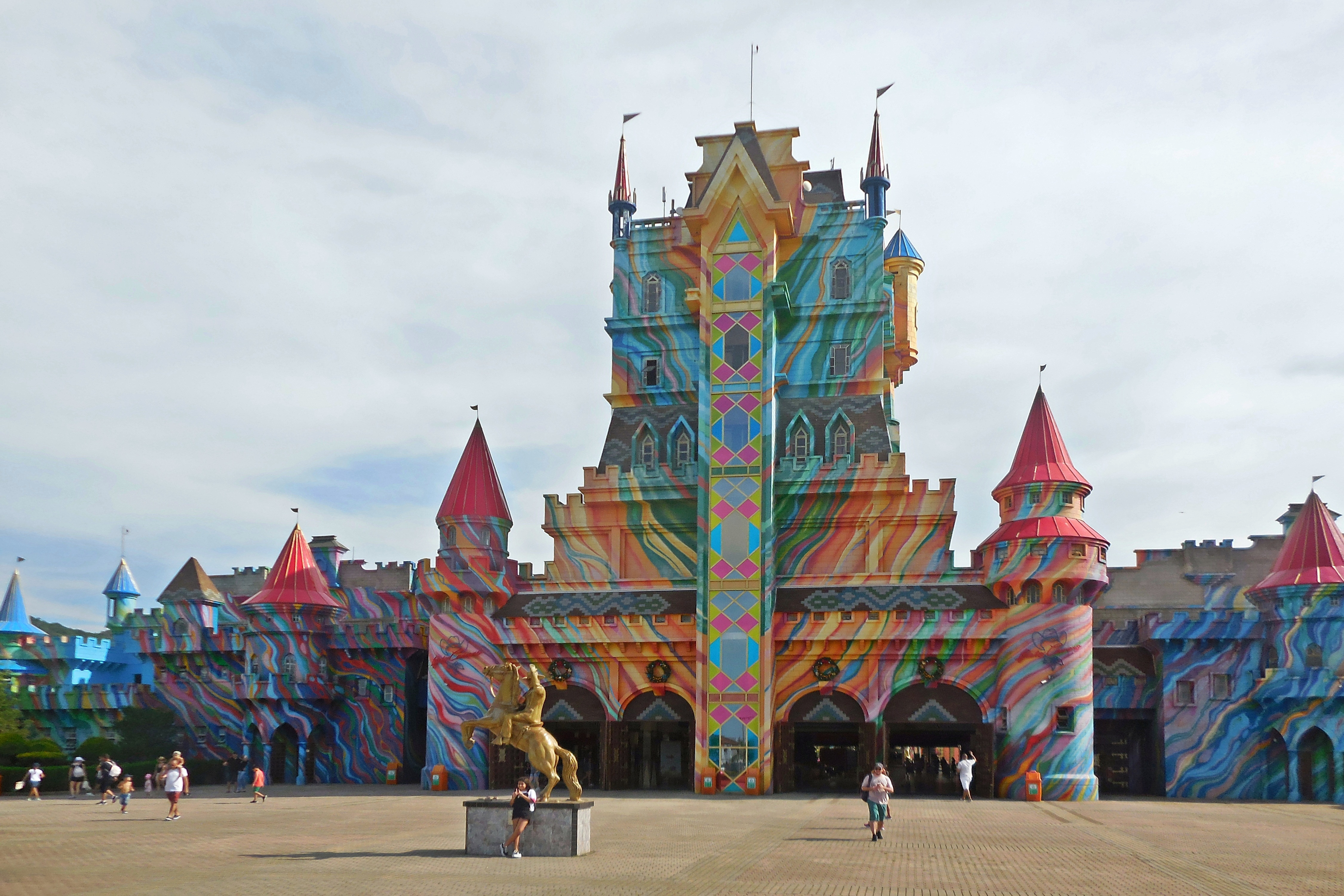
Beto Carrero World
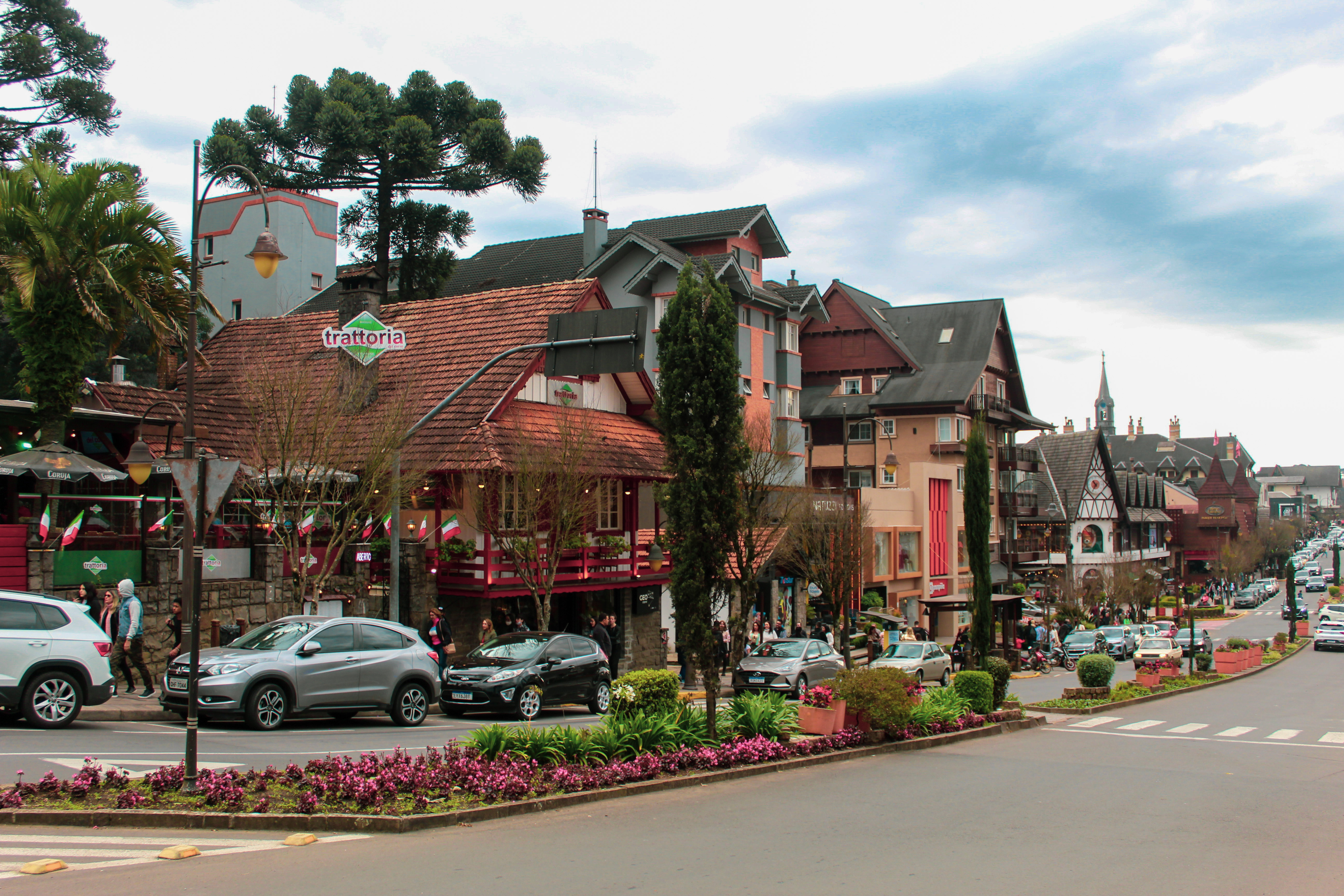
Gramado
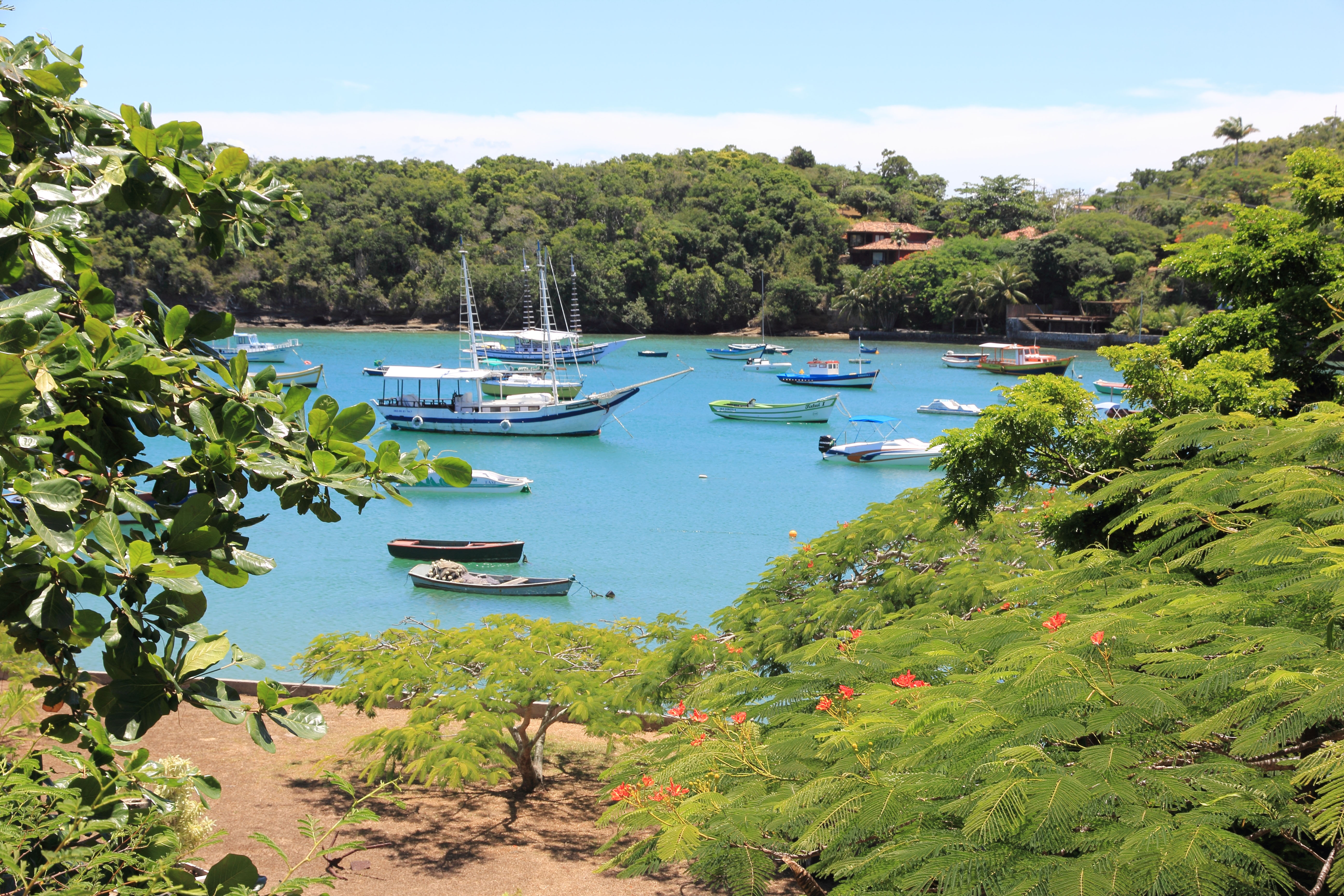
Armação dos Búzios
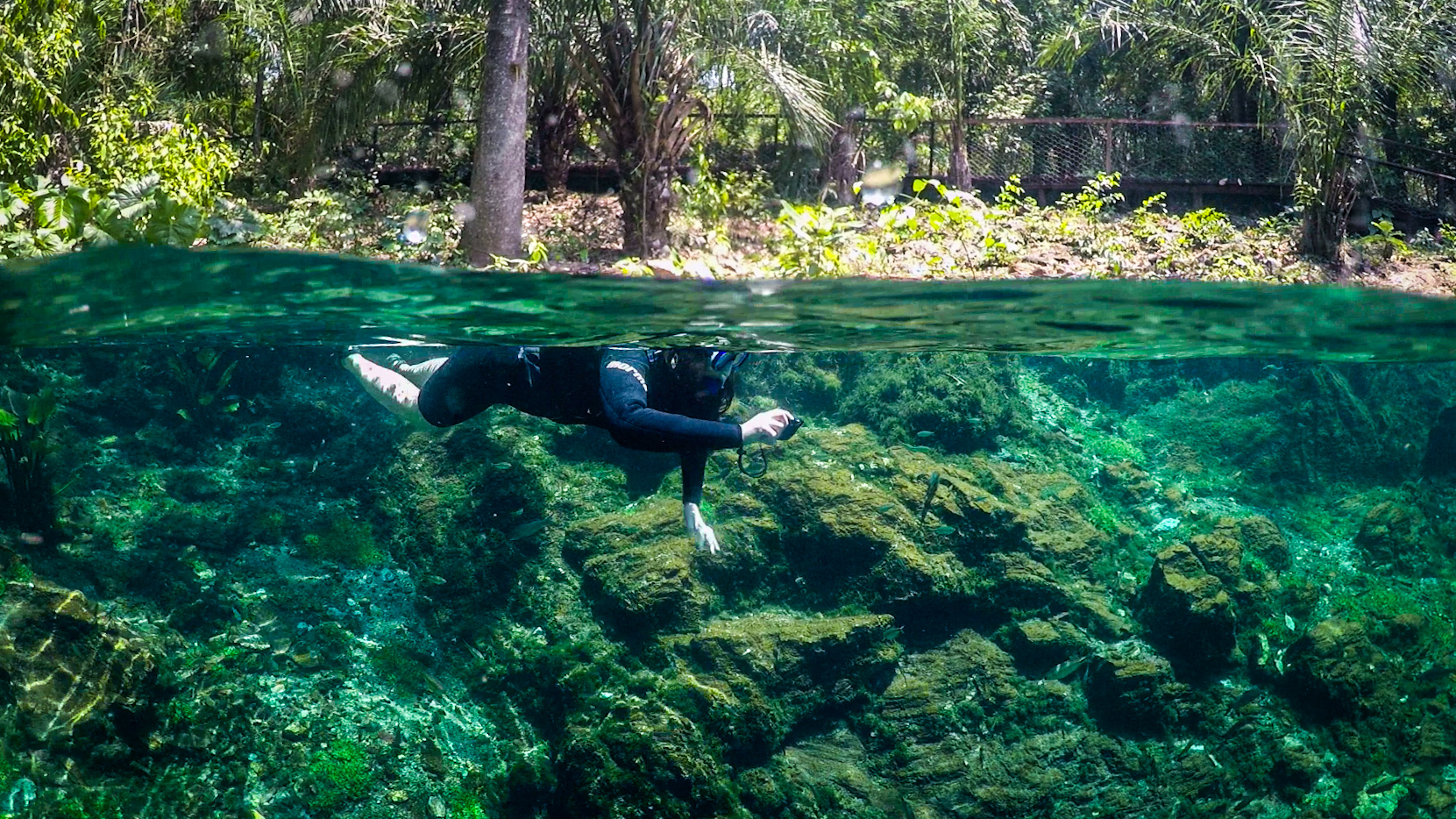
Bonito
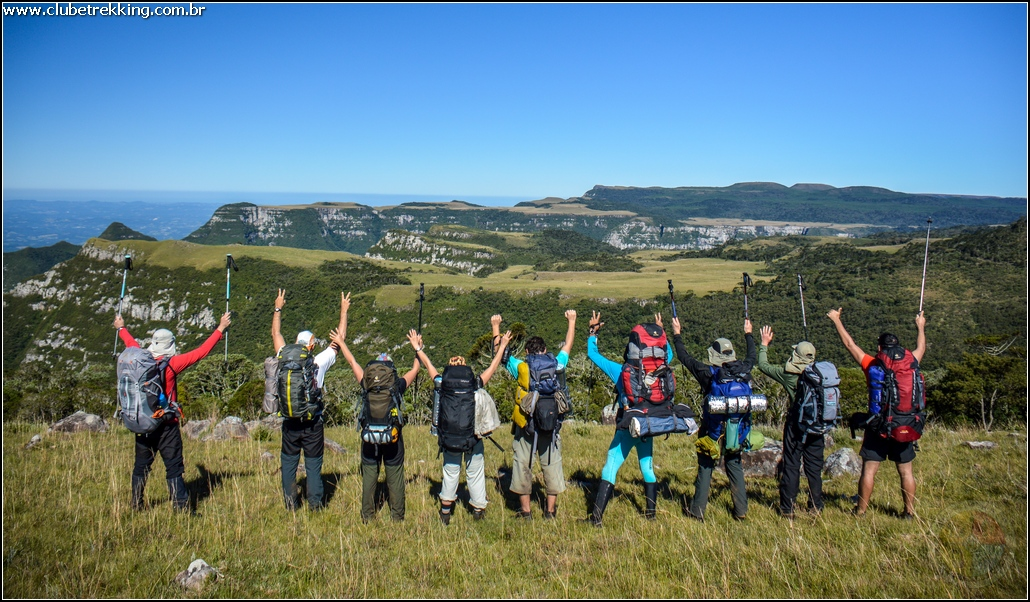
Drumeții în Serra do Rio do Rastro, Santa Catarina
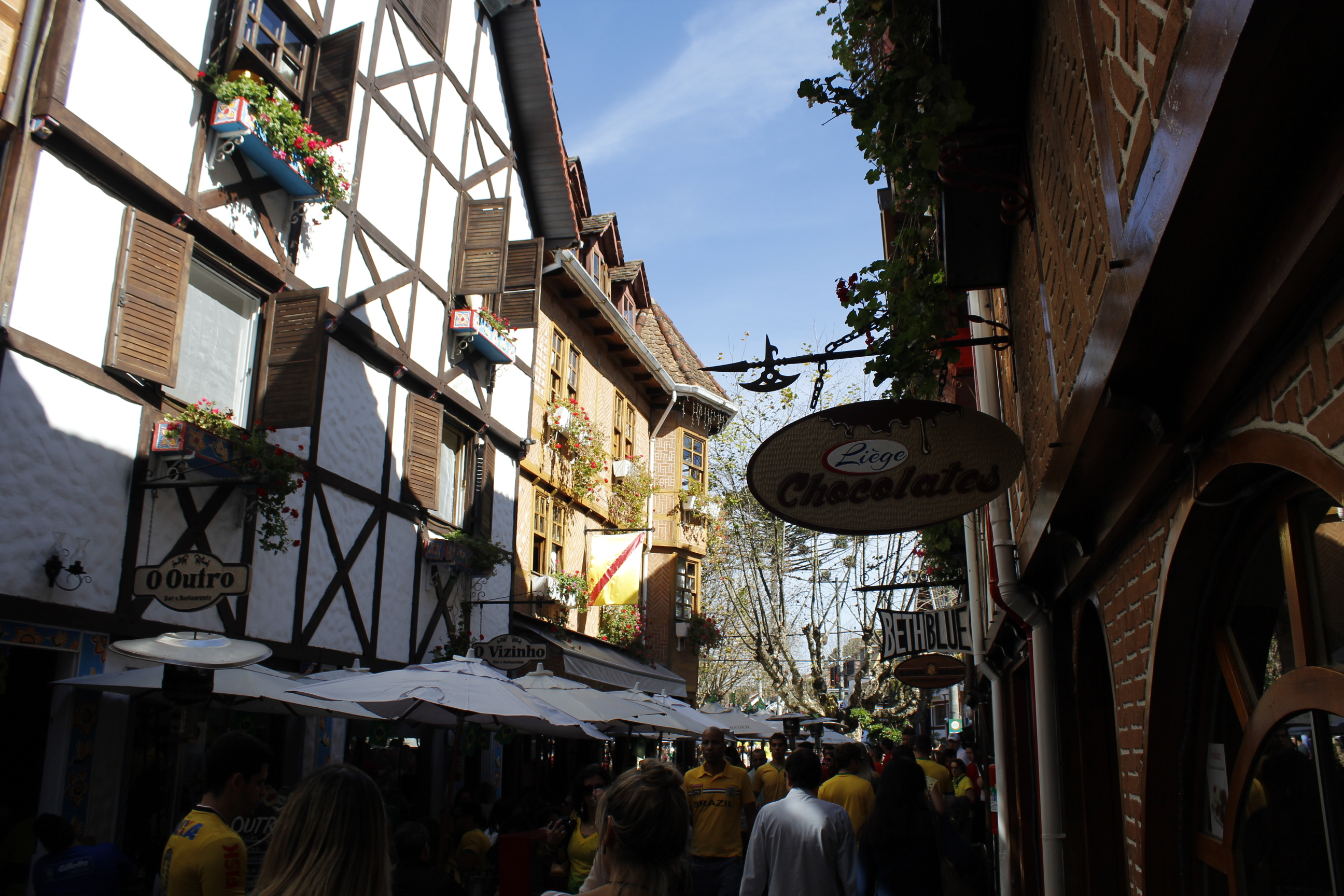
Campos do Jordão
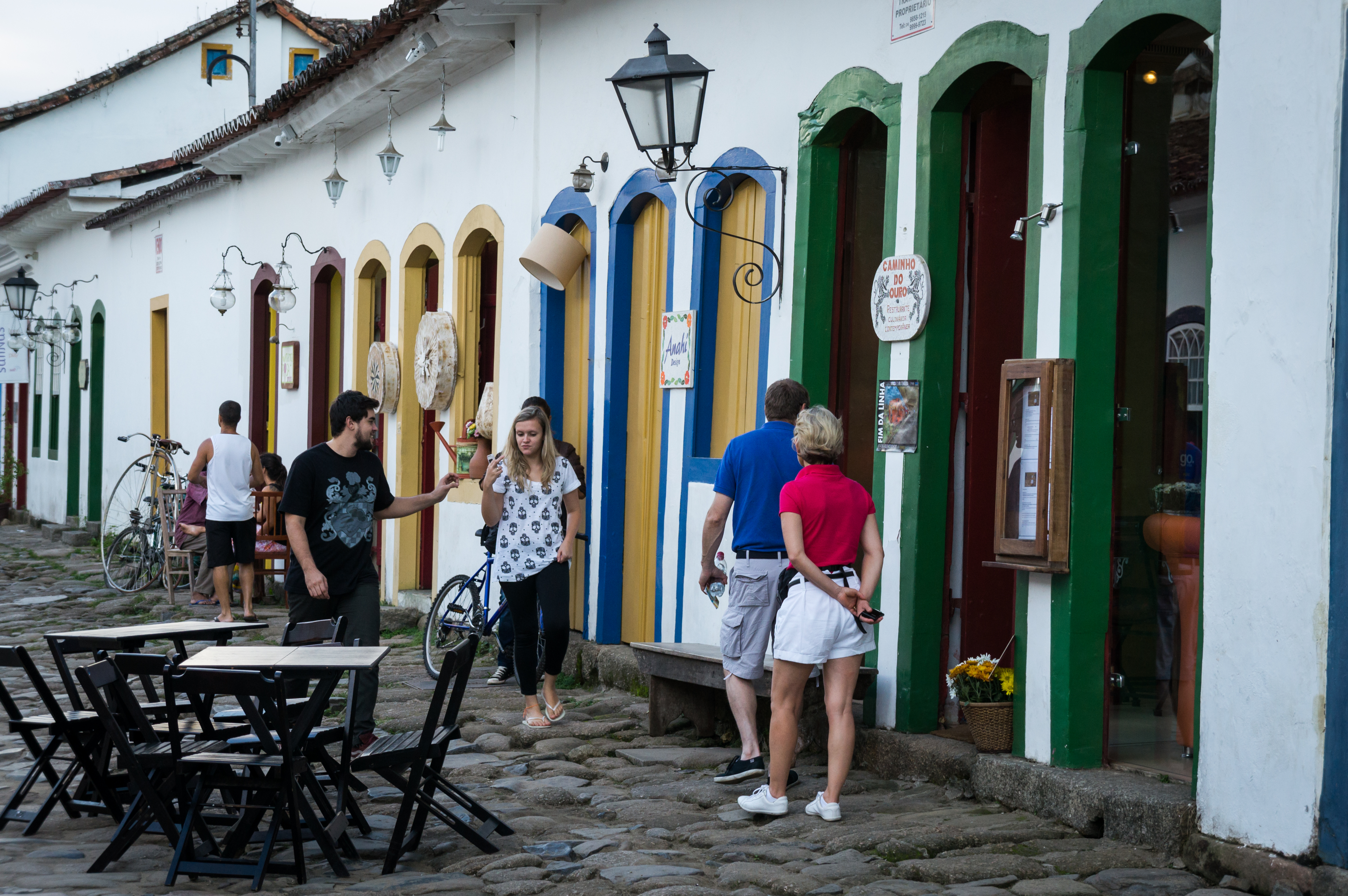
Parati
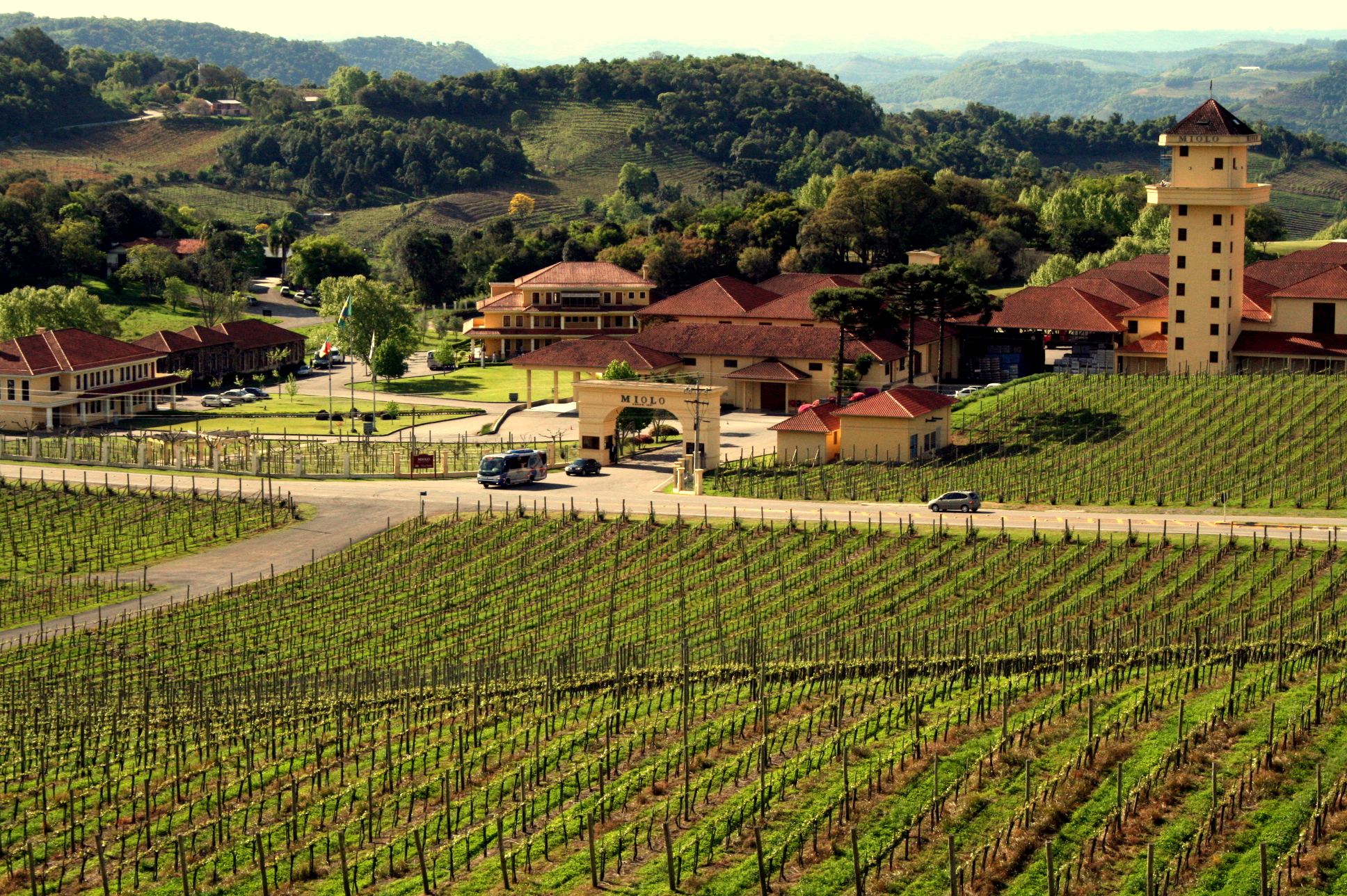
Valea viilor din Bento Gonçalves
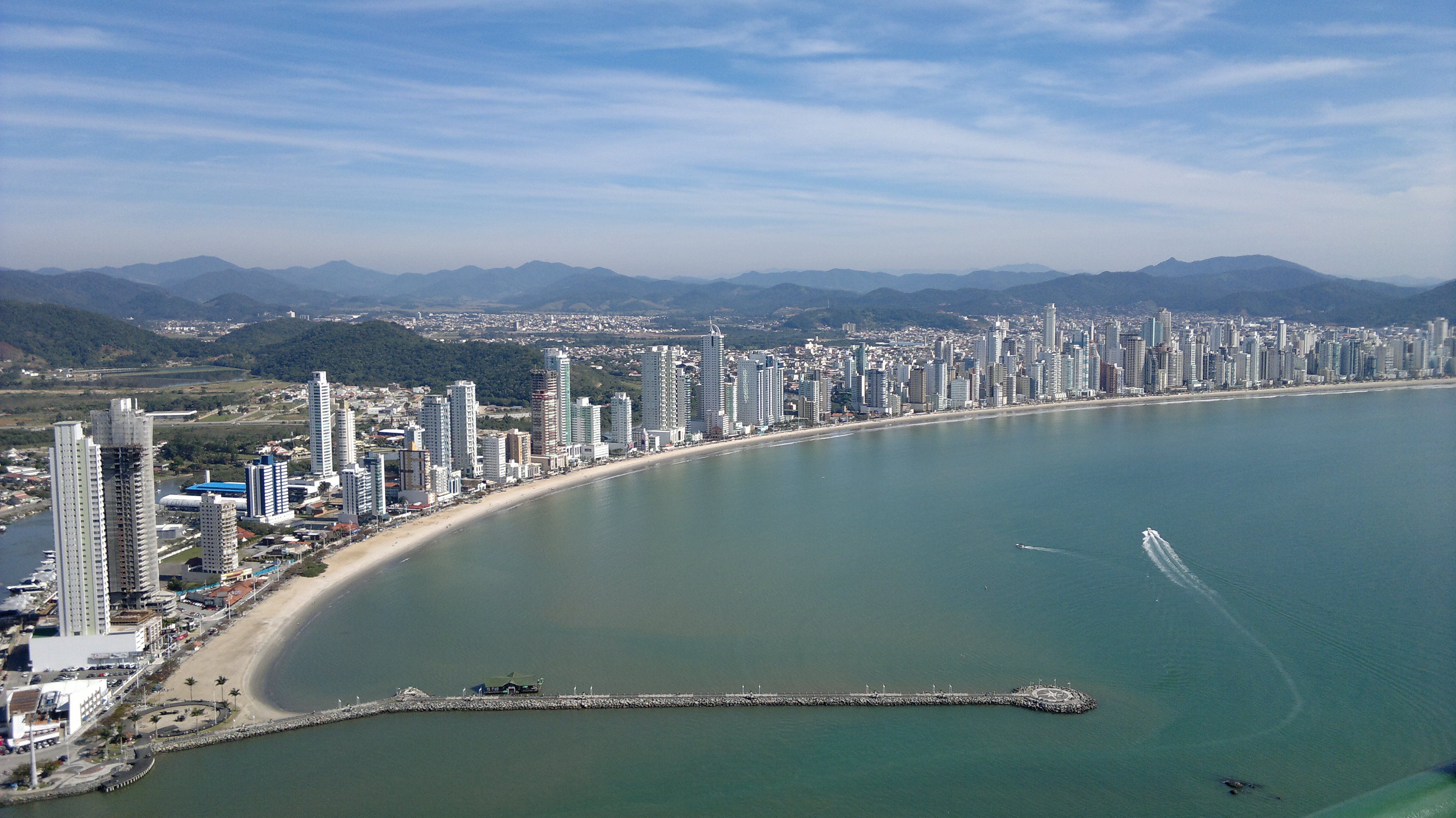
Balneário Camboriú
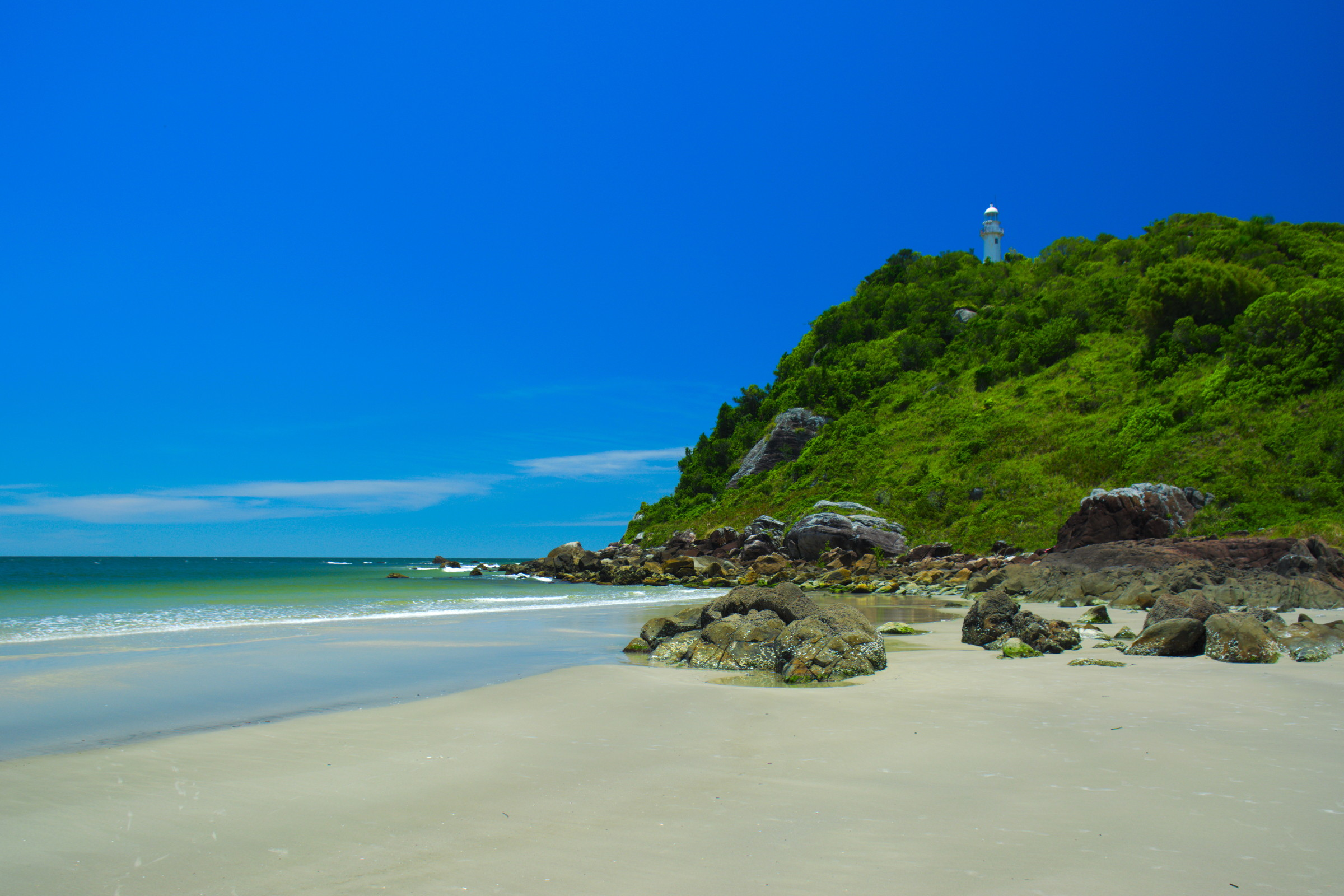
Insula Mel din Paraná
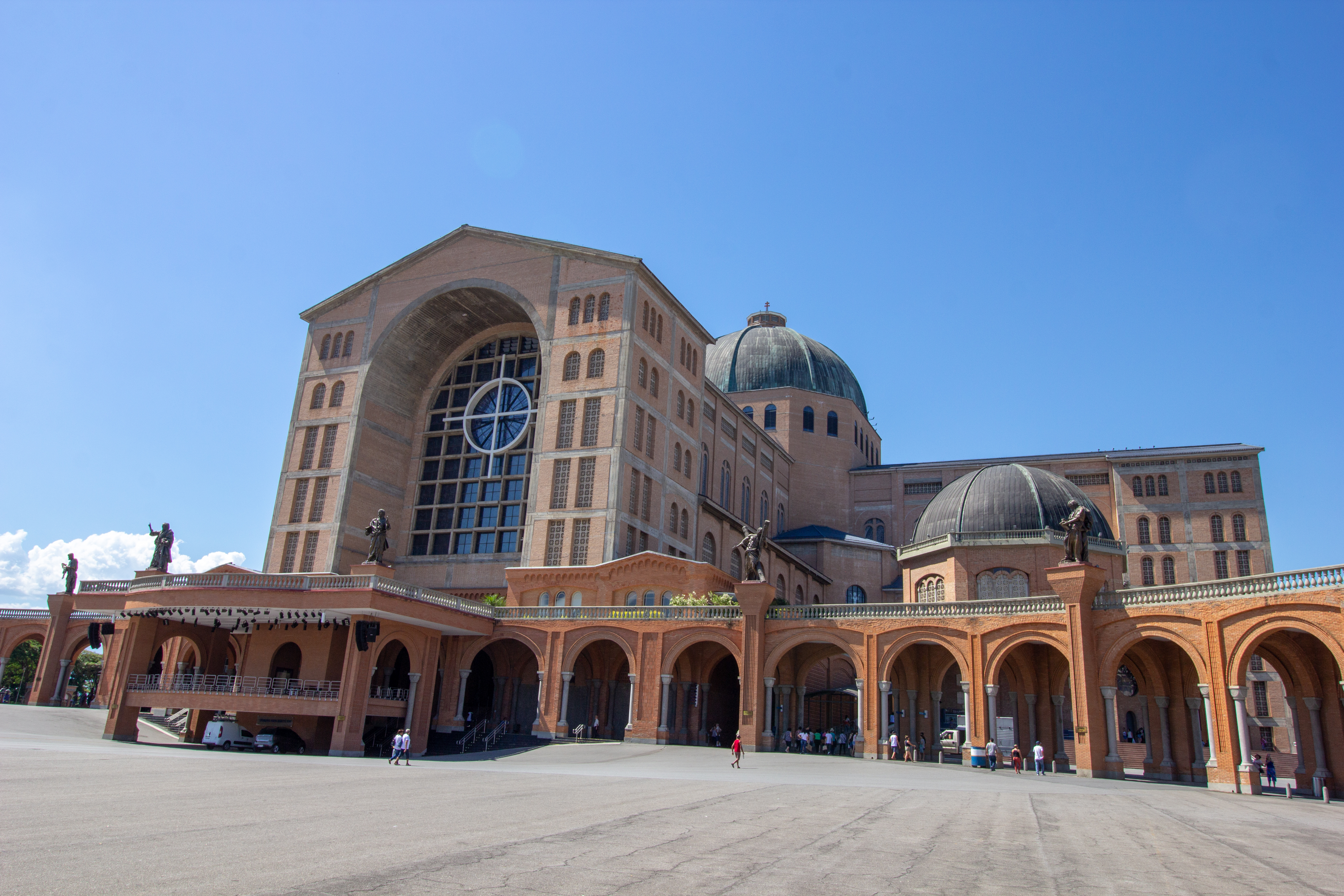
Catedral Basílica de Nossa Senhora Aparecida este a doua cea mai mare biserică catolică din lume în zona interioară după Bazilica Sfântul Petru din Roma din Vatican.
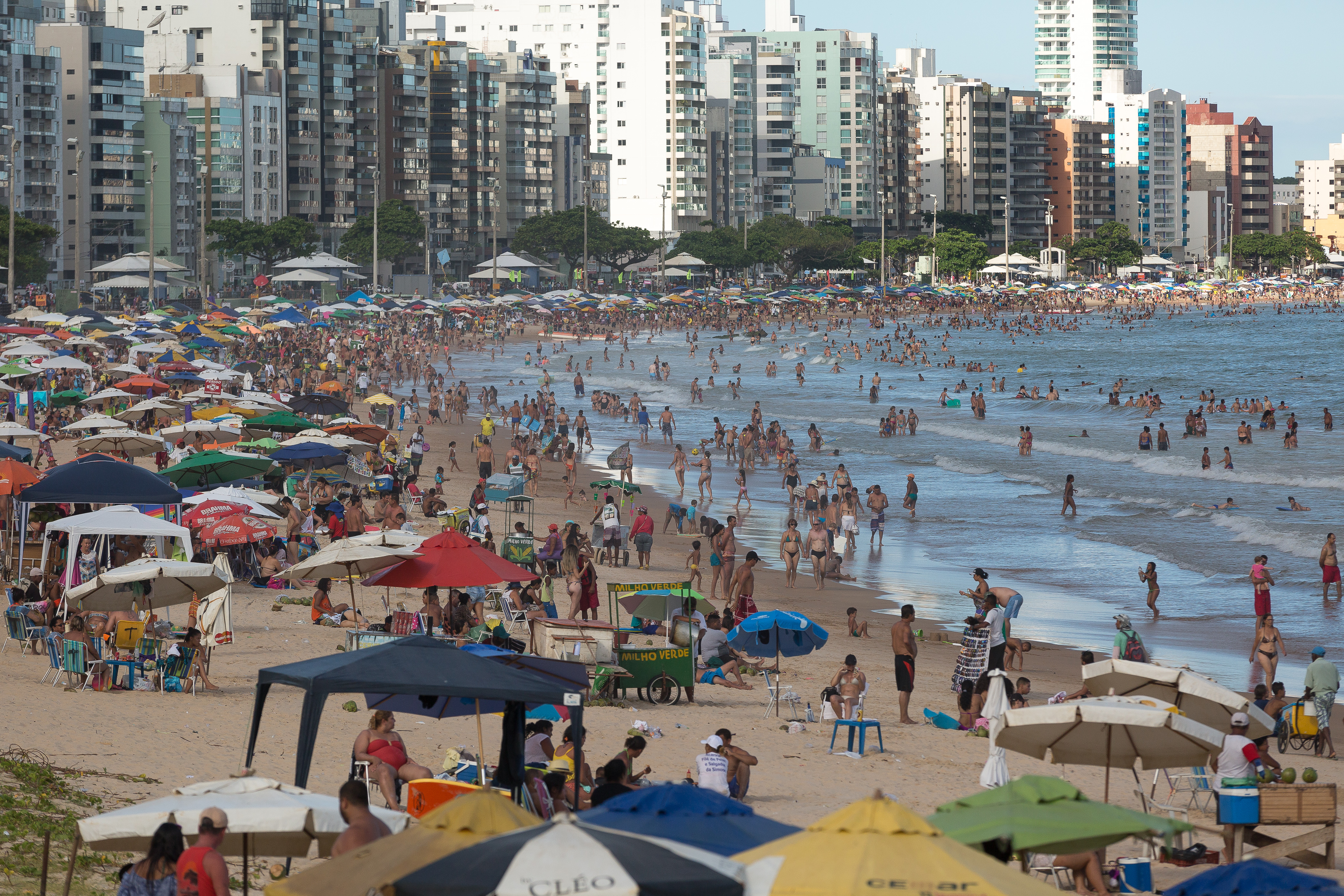
Guarapari
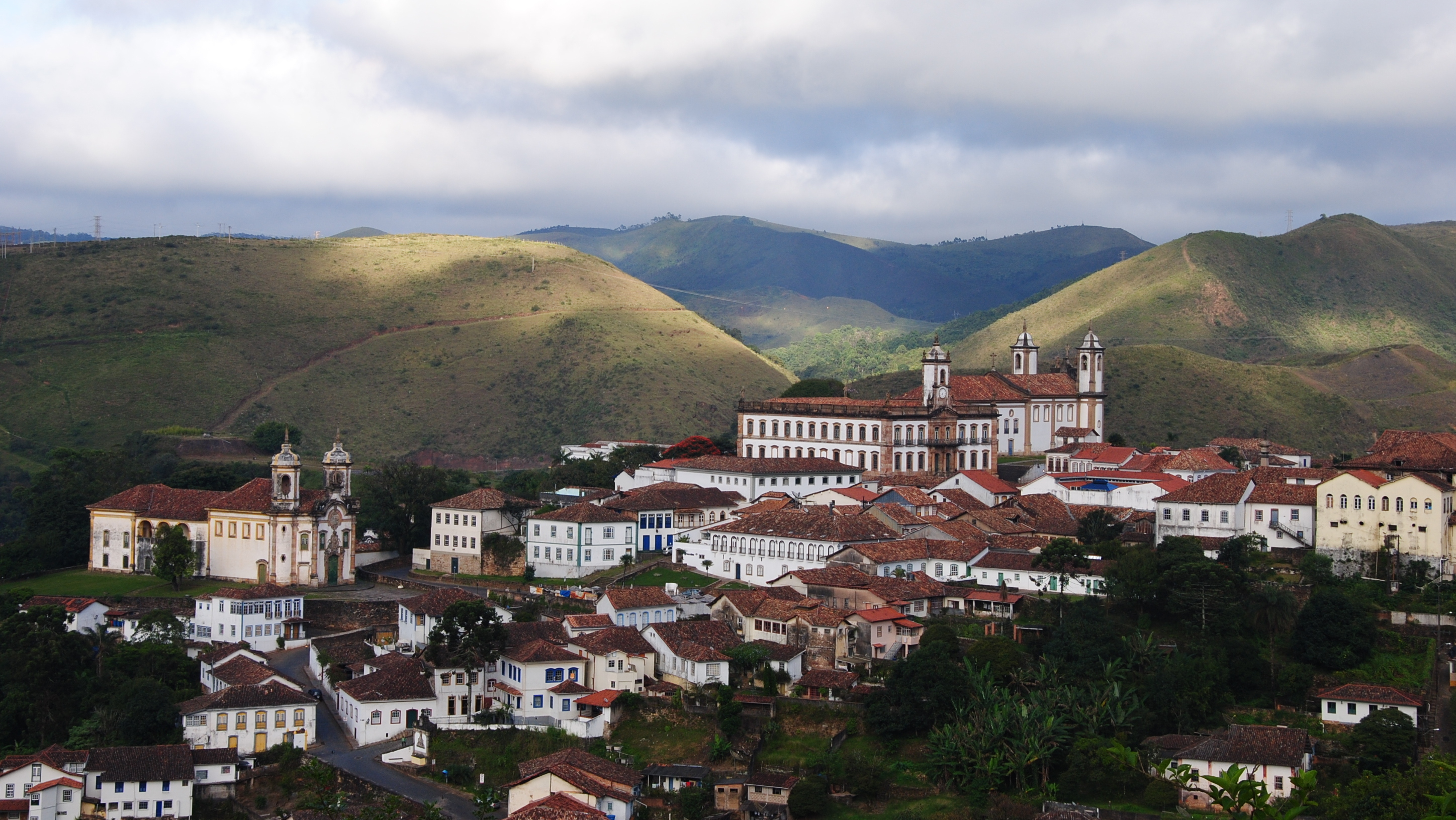
Orașul colonial Ouro Preto, un Locuri din Patrimoniul Mondial UNESCO, este una dintre cele mai populare destinații din Minas Gerais
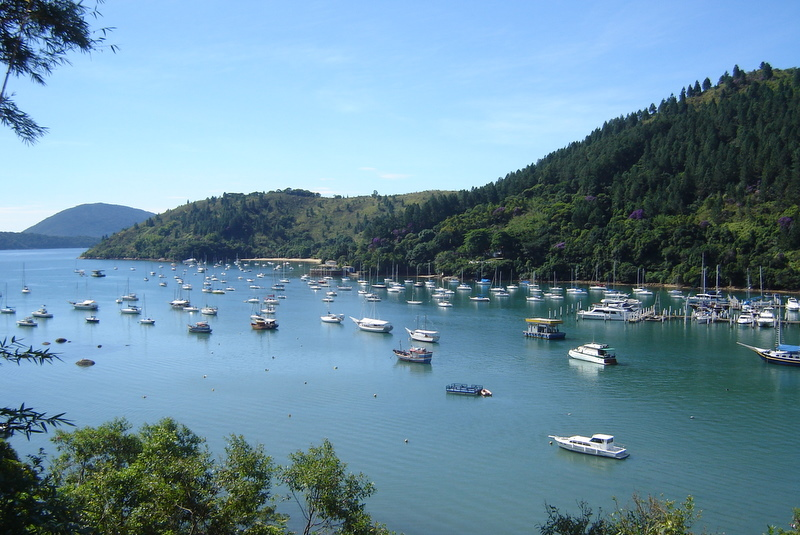
Ubatuba
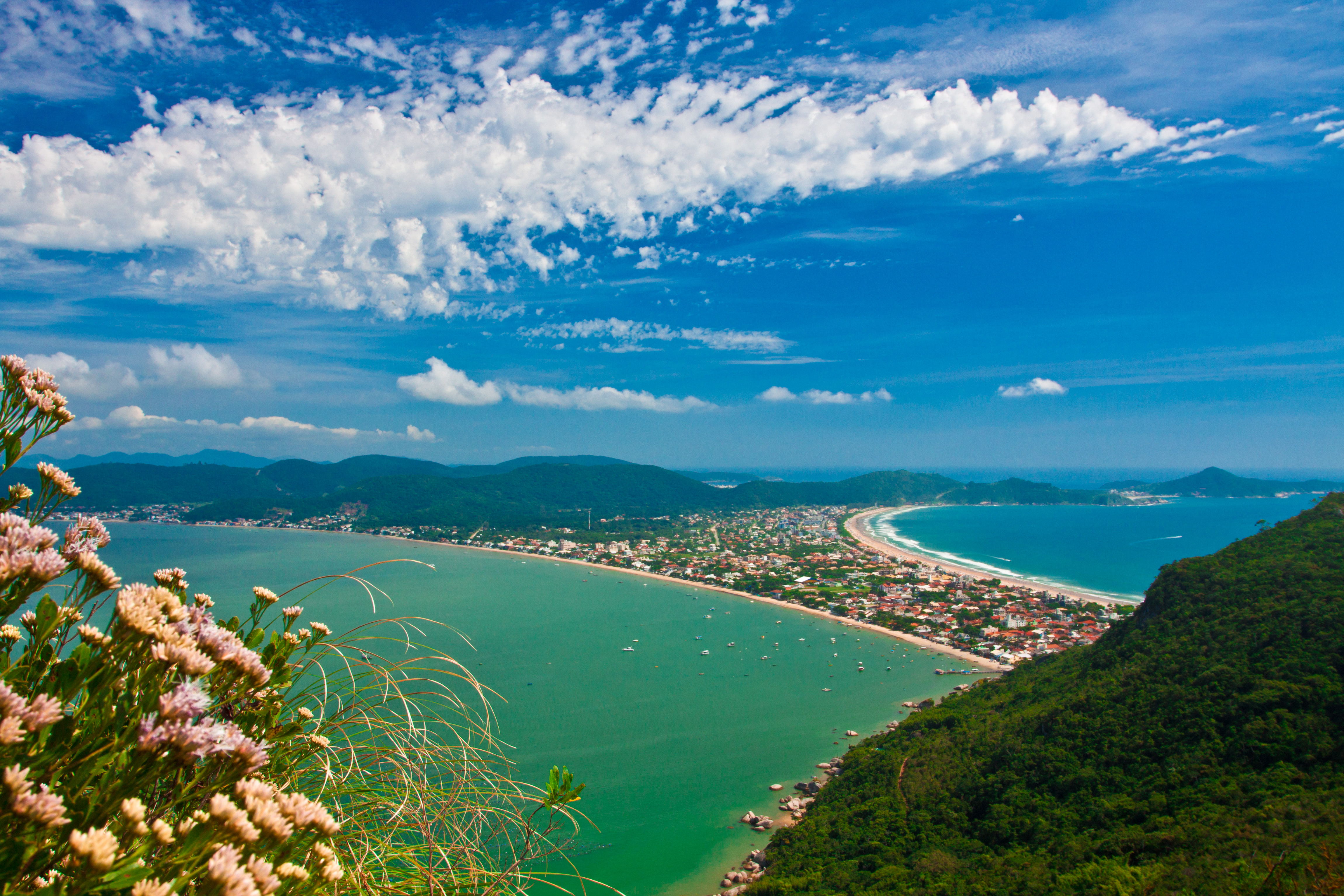
Bombinhas
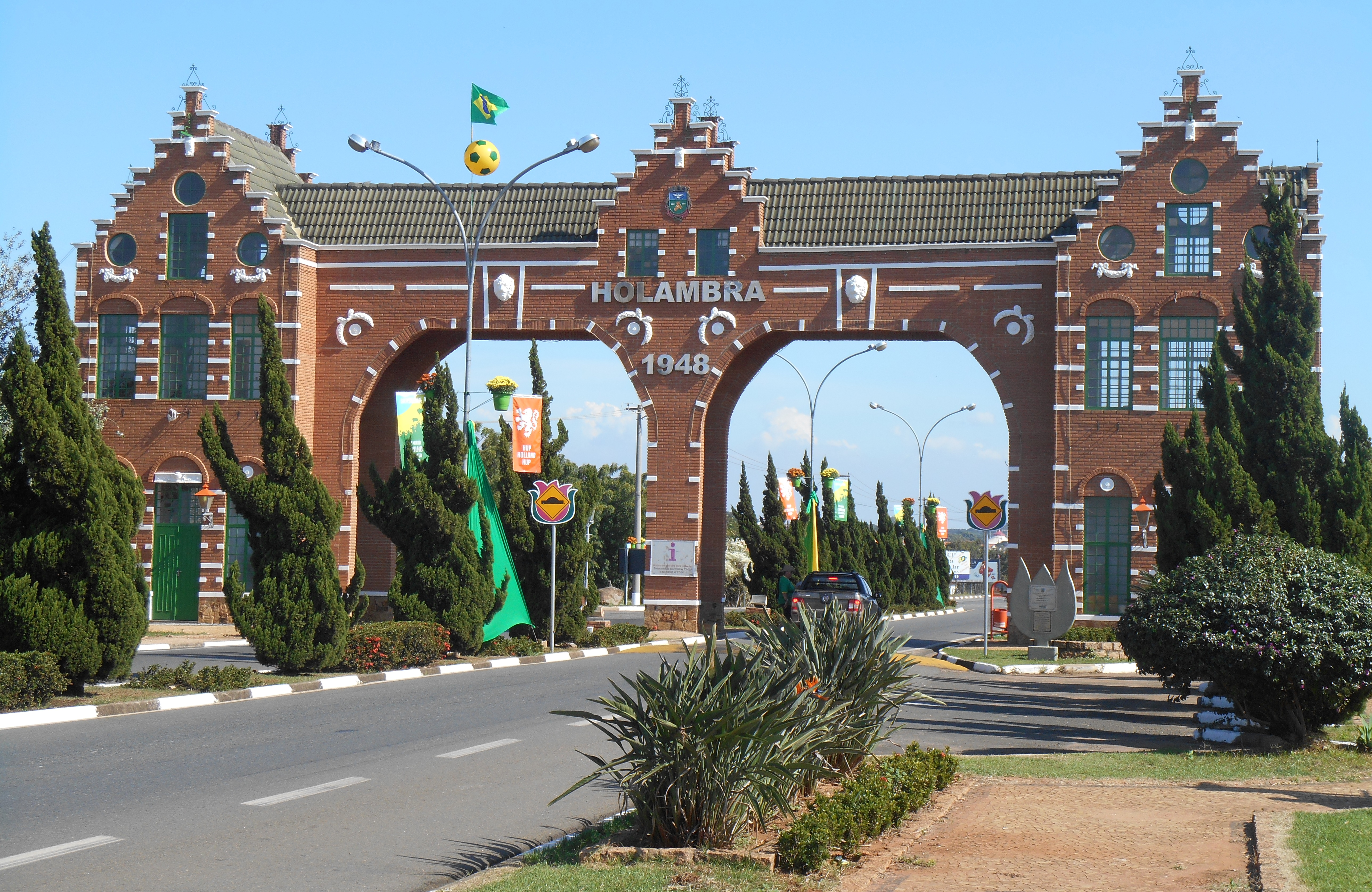
Holambra
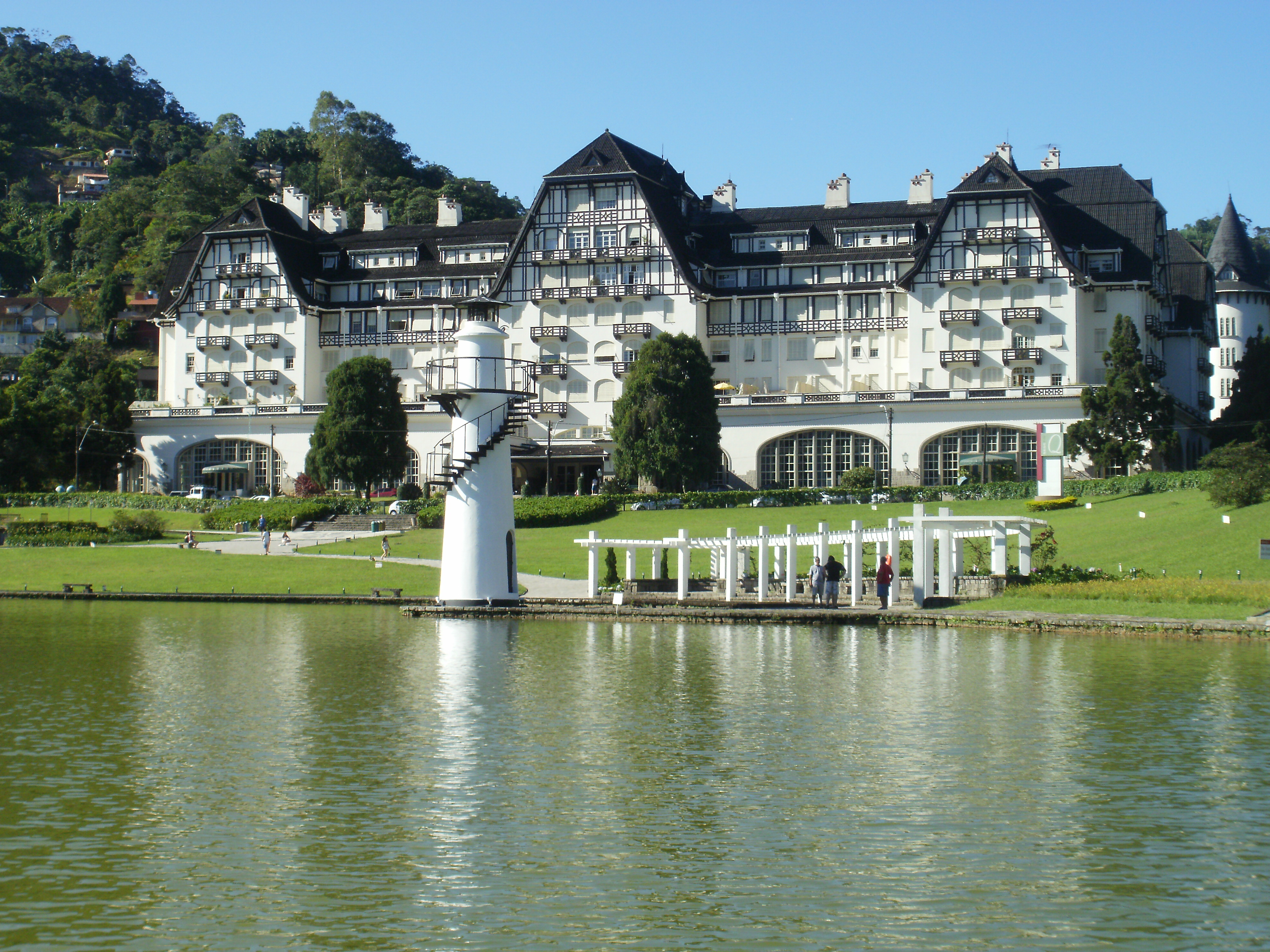
Petrópolis